# Kostel Saint-Préjet-des-Vignes
Románský kostel Saint-Préjet-des-Vignes se nalézá v obci Les Vignes v soutěsce Gorges du Tarn ve francouzském departementu Lozère.

## Historie
Románský kostel Saint-Préjet-des-Vignes je poprvé zmiňován již na počátku 12. století a byl pravděpodobně postaven benediktinskými mnichy z převorství v Le Rozier. V roce 1155 byl darován opatství Saint-Victor de Marseille a poté v roce 1255 vrácen biskupovi z Mende.
Kostel Saint-Préjet si zachoval románský ráz díky celkové struktuře stavby (jednoduchá loď ústící do trojboké apsidy zdobené arkádou, obklopené dvěma apsidami) a díky valené klenbě. Kostel na severní straně navazuje na hřbitov.
Kostel je zasvěcen svatému Préjetovi, rodným jménem Praejectus, pocházejícímu z dobře situované rodiny z Volvic v Auvergne, který studoval v benediktinském klášteře v Issoire a v roce 665 se stal biskupem v Clermontu, kde byl v roce 674 zabit.
Všechny kaple jsou moderní, kaple Notre-Dame a Saint-Joseph by postaveny v roce 1755. Kruchta a další dvě kaple byly přistavěny v 19. století, kolem roku 1850, což odpovídá vrcholu počtu obyvatel v obci. V roce 1910 byla odhalena freska představující apoteózu svatého Préjeta (16. století?).

## Galerie

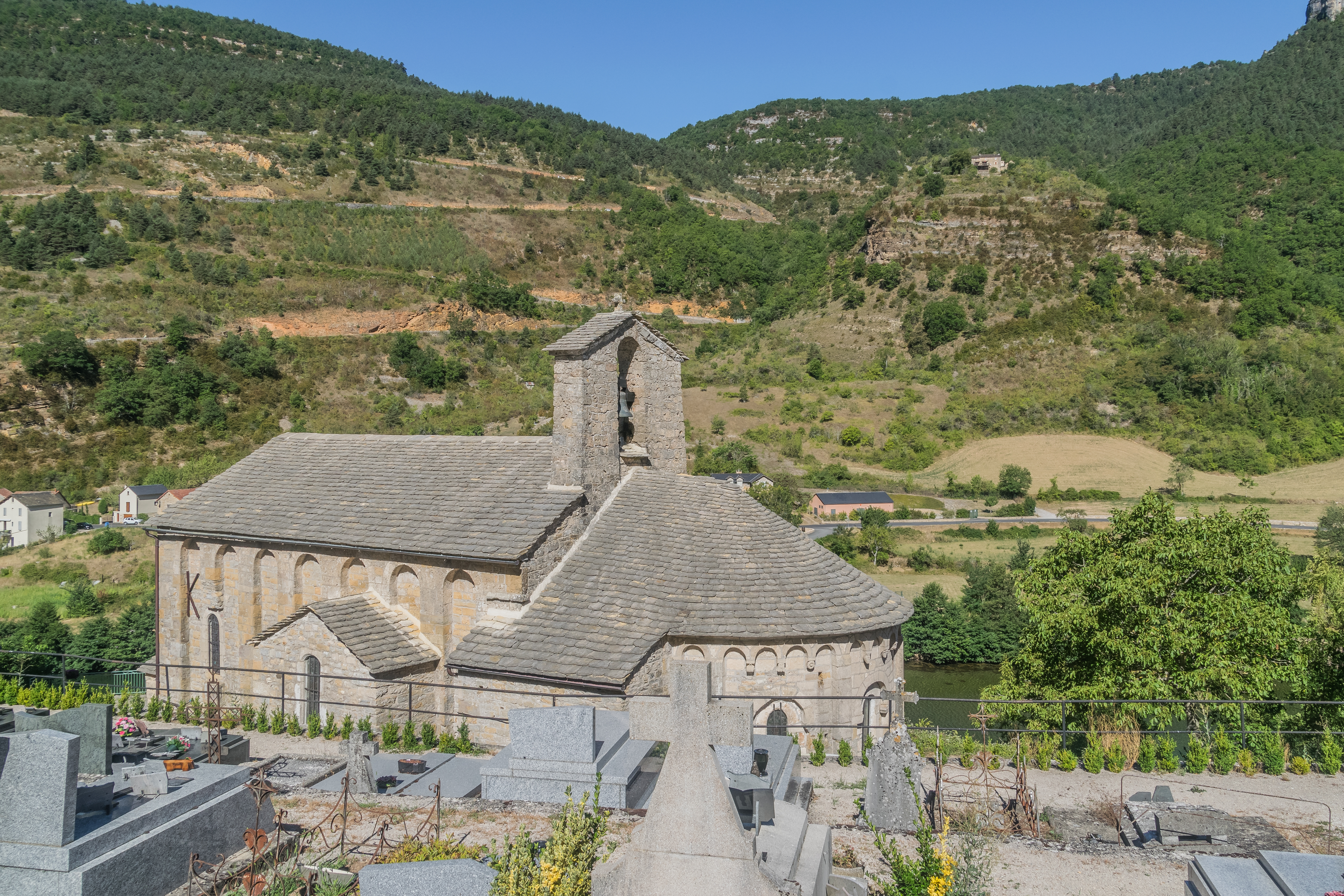
Kostel Saint-Préjet-des-Vignes
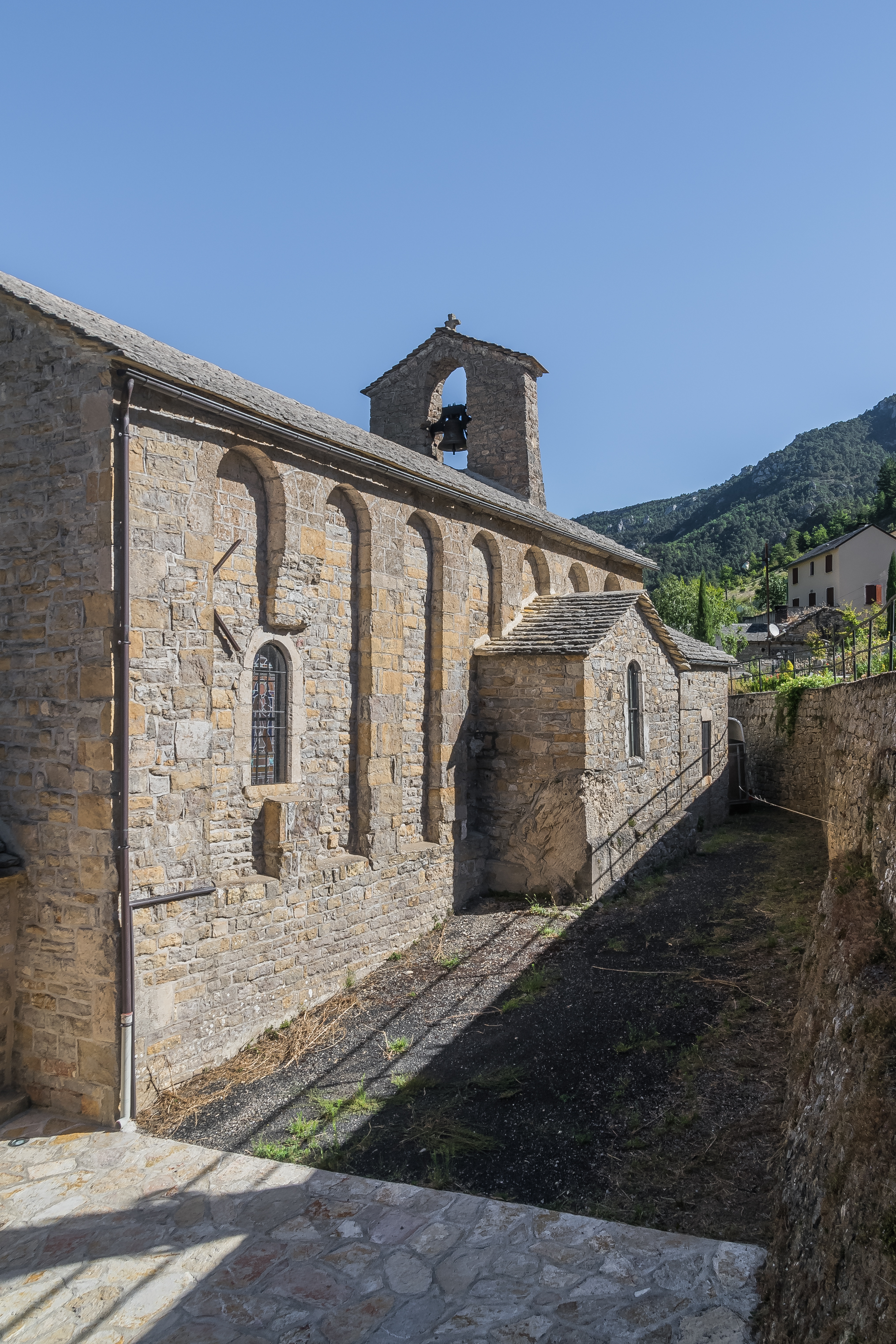
Kostel Saint-Préjet-des-Vignes
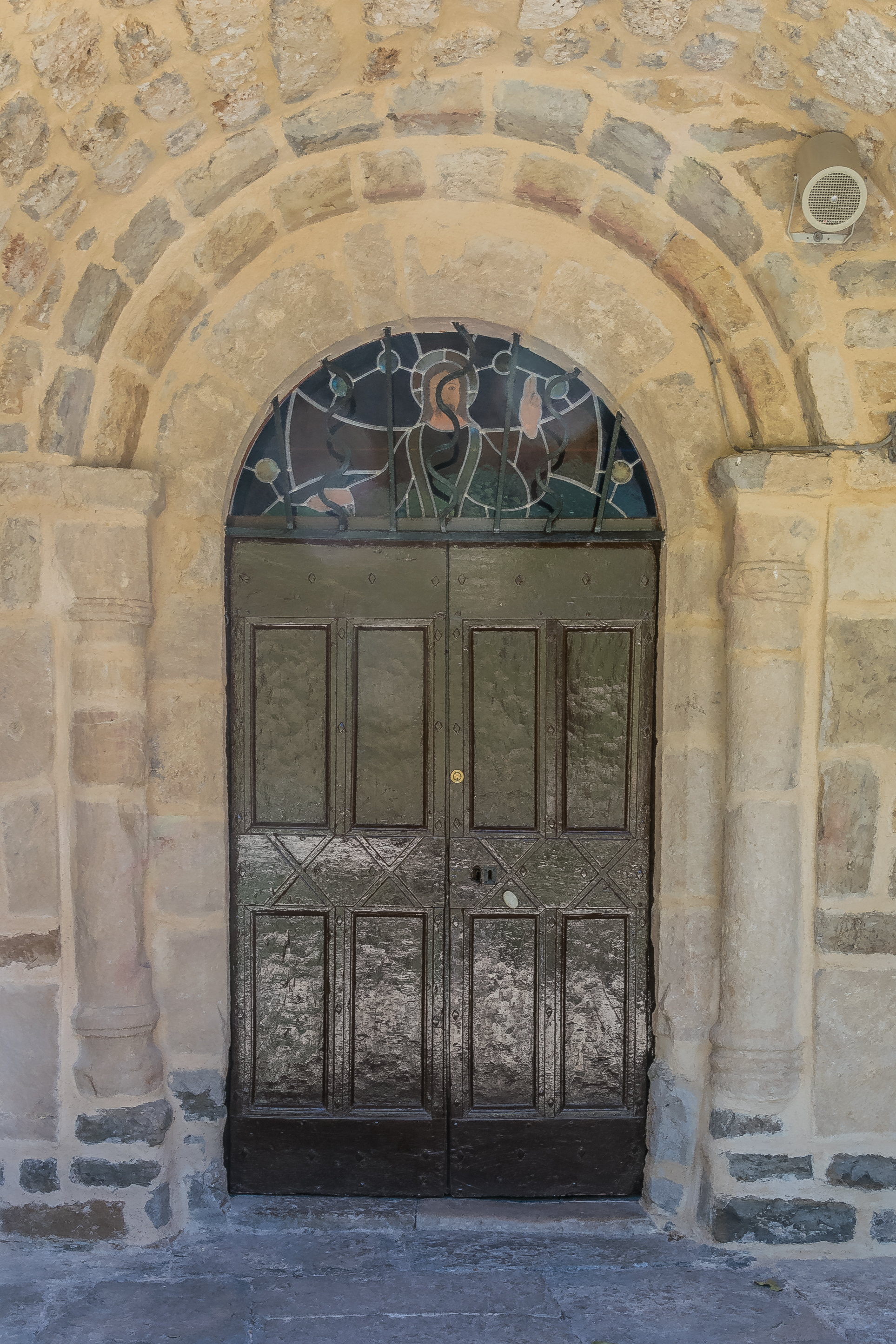
Kostel Saint-Préjet-des-Vignes – vstupní portál
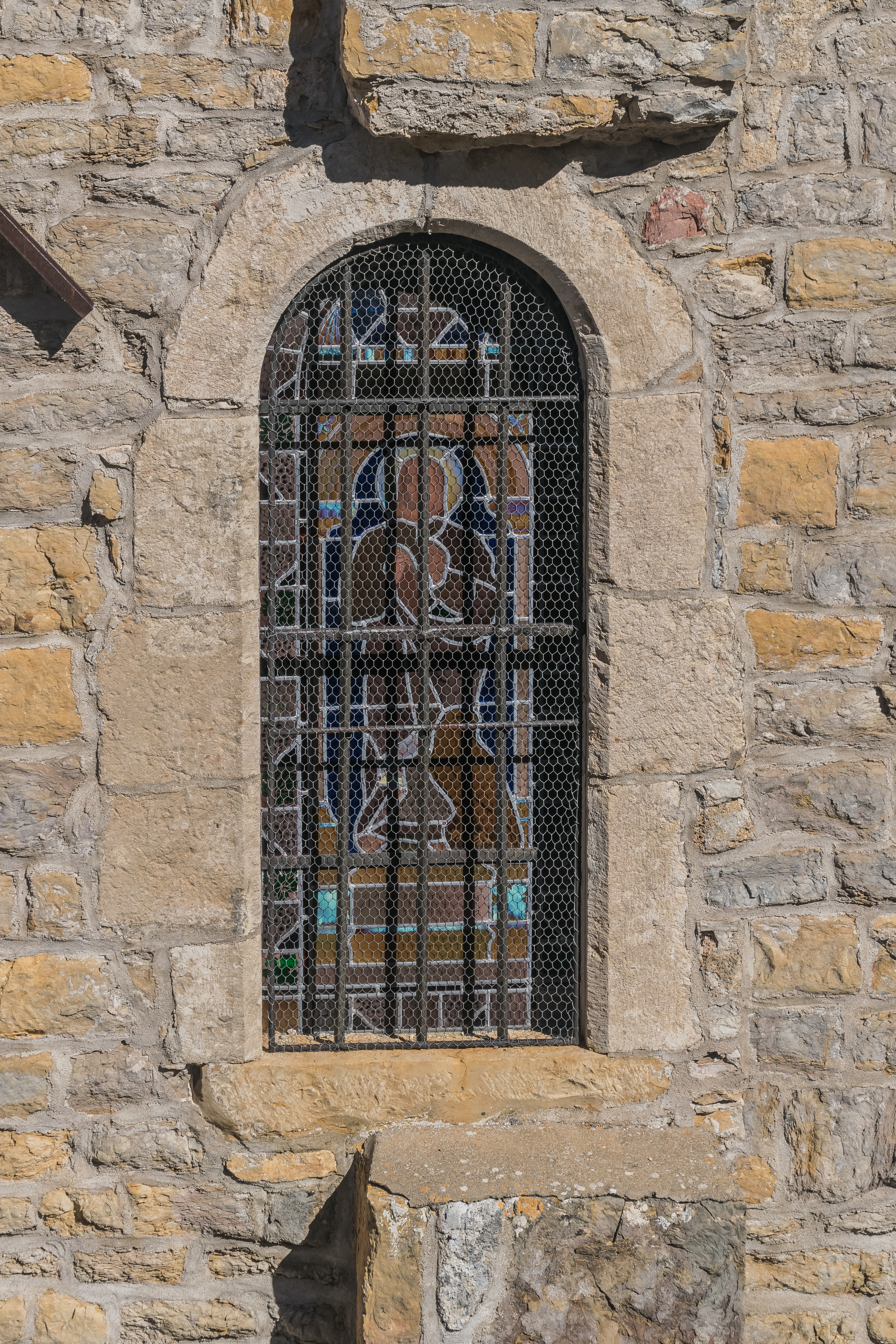
Kostel Saint-Préjet-des-Vignes – okno zvenčí
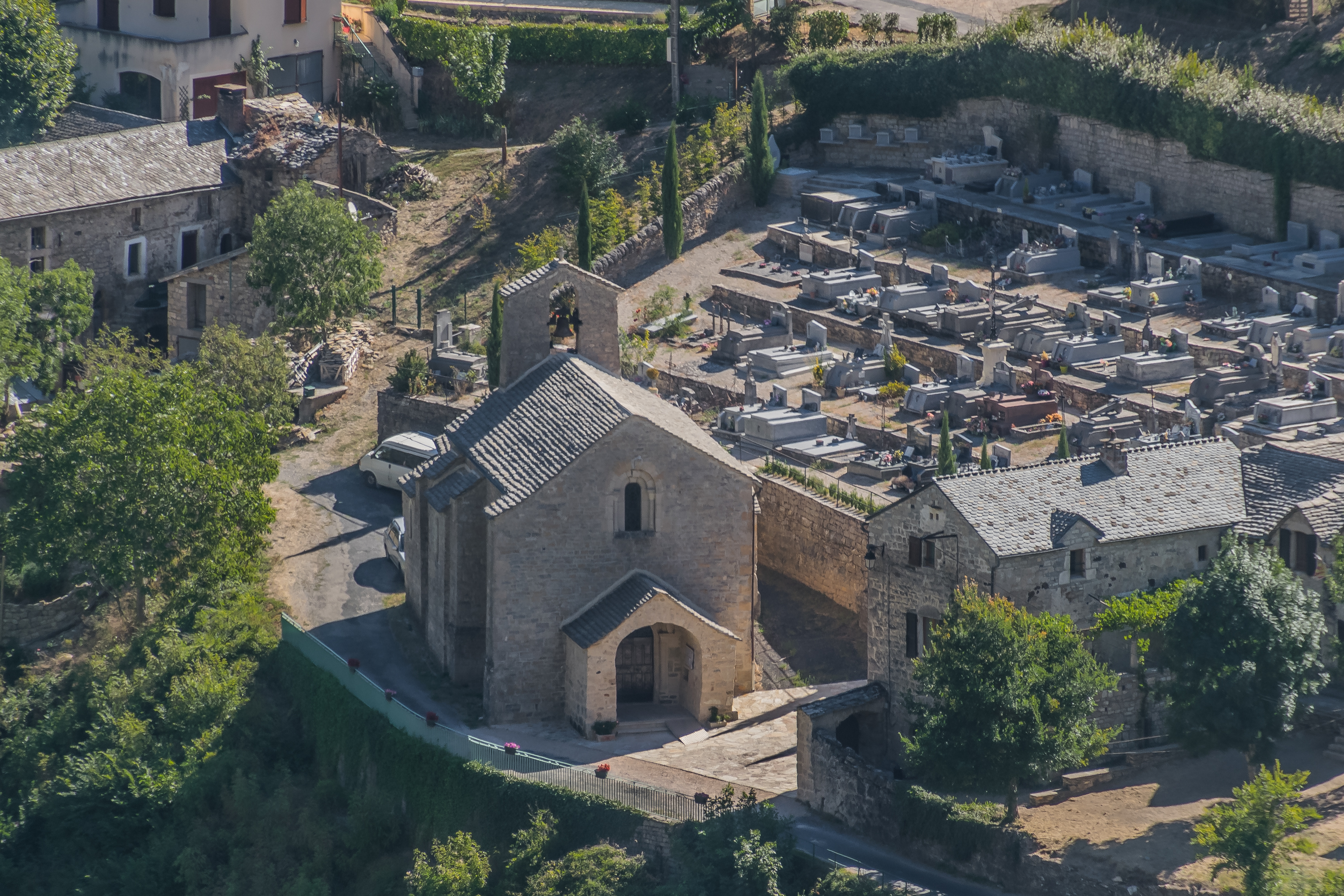
Kostel Saint-Préjet-des-Vignes